# Perilampus montanus
Perilampus montanus är en stekelart som beskrevs av Edgar F. Riek 1966. Perilampus montanus ingår i släktet Perilampus och familjen gropglanssteklar. Inga underarter finns listade i Catalogue of Life.